# Schloss Herbault

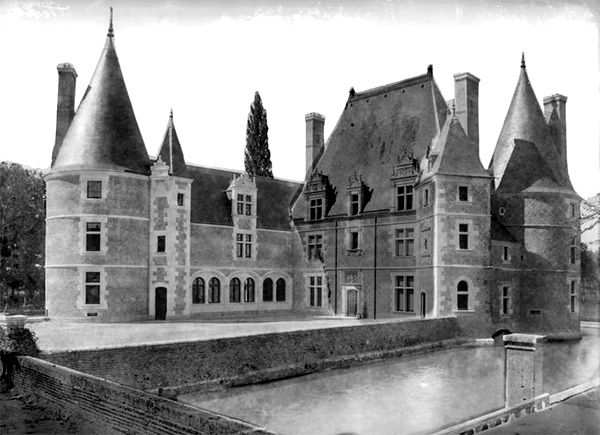
Schloss Herbault

Das Schloss Herbault liegt in der Gemeinde Neuvy im Département Loir-et-Cher etwa 10 Kilometer südlich von Chambord. Es ist zu unterscheiden von der Gemeinde Herbault im gleichen Département, die 17 Kilometer westlich von Blois liegt.

## Geschichte
Bereits in der Römerzeit muss es an dieser Stelle eine Bebauung gegeben haben. Im 15. Jahrhundert gehörte das Land der Familie Foyal, die aus dem Orléanais stammt. Guyot de Foyal, der 1445 heiratete, war Seigneur d’Allonnes et d’Herbault. Sein Sohn Nicolas de Foyal war Maître d’Hôtel ordinaire des Königs Franz I. und dessen Mutter Luise von Savoyen, Madame d’Angoulêrme; um 1515 war er Militärkommandeur von Romorantin; 1521 war er Commissaire de Chambord, dessen Aufgabe die Überwachung der Finanzen beim Bau des Schlosses Chambord war. Nach einem Brand im Jahr 1525 wurde das Schloss wieder aufgebaut.
Der Tod des Besitzers Nicolas de Foyal, einem Urenkel des Commissaire, im Jahr 1591 unterbrach das Projekt, zu diesem Zeitpunkt war nur das Hauptgebäude fertiggestellt. Raymond Phélypeaux (1560–1629), der späterer französische Außenminister, kaufte das Schloss im gleichen Jahr; er ließ umfangreiche Arbeiten durchführen: Bau der Wirtschaftsgebäude, der Kapelle, Ausbau des Wassernetzes, Bau der Basse-Cour.
Herren von Herbault nach Raymond Phélypeaux waren:
- Balthasar Phélypeaux, dessen Sohn († 1663), war Trésorier de l’Épargne
- François Phélypeaux, dessen Sohn († 1705), war Conseiller au Parlement de Paris
- Antoine François Phélypeaux, dessen Sohn († 1704) war Intendant général de la Marine
- Georges Louis Phélypeaux, dessen Sohn († 1742) wurde zum Comte d’Herbault erhoben
- Georges Louis Phélypeaux d’Herbault, dessen Sohn († 1787) war Erzbischof von Bourges
- Jean Frédéric Phélypeaux († 1784), dessen Bruder, Seigneur d’Herbault

Jean Frédérics Witwe Marie Adélaide de Sturm heiratete 1805 Claude François Jacques de Montarcher, von dem sie sich 1812 wieder scheiden ließ. Vom Vermögen der Phélypeaux war um diese Zeit nicht mehr viel übrig und Herbault wurde gepfändet, um die Schulden des Paares zu begleichen.
Graf Charles Jean Innocent Le Couturier de Courcy kaufte das Schloss am 28. September 1814 im Auftrag von Jacques François Le Couturier de Courcy, der in der Nähe von Louviers wohnte, für einen Preis von 302.400 Pfund. Er behielt das Anwesen nur zwei Jahre lang und verkaufte es am 6. November 1816 für 350.000 Francs an den Gerber und Lederhändler Denis Simon Bourguignon, der 1824 starb und das Schloss beschädigt hinterließ.
Am 30. Oktober 1827 verkauften die Erben von Simon Bourguignon das Schloss für 130.000 Francs an Henri-Aimé-Alphonse Laurent, einen ehemaligen Kaufmann aus Blois. Der nächste Eigentümer war Philippe-Edouard Labbé de Champgrand, der das Schloss im Jahr 1839 kaufte und sich dort auch niederließ; er starb 1871. Sein Sohn Georges wohnte noch 1891/92 in Neuvy, hatte das Schloss aber 1896 bereits an Raymond Bege weiterverkauft.

## Architektur
Das Schloss besteht aus einem rechteckigen Hauptgebäude, das von zwei zylindrischen Türmen an der Nordseite flankiert wird, sowie einem Flügel, der von einem weiteren Turm abgeschlossen wird. Es ist an drei Seiten von einem Wassergraben umgeben. Die Wirtschaftsgebäude stammen aus dem 18. Jahrhundert. Die französischen Gärten konnten rekonstruiert werden.

## Denkmalschutz
Seit dem 12. Oktober 1942 sind die Wirtschaftsräume und die Wassergräben in das Zusatzinventar der historischen Denkmäler eingetragen.